# Inti Peredo
Guido Álvaro „Inti“ Peredo Leigue (* 30. April 1937 in Cochabamba; † 9. September 1969 in La Paz) war ein bolivianischer Politiker, Mitglied der Kommunistischen Partei Boliviens und anschließend Mitglied der Guerilla de Ñancahuazú.

## Leben
Guido „Inti“ Peredo war ein Cousin von Guillermo Tineo Leigue sowie Bruder von Antonio (1932–2012), Roberto „Coco“ und Oswaldo „Chato“. Die Brüder Peredo Leigue bildeten einen Teil der Guerilla de Ñancahuazú.
Inti Peredo heiratete 1963 Matilde Lara (* 1937).
Peredo fungierte in der KP von La Paz als Parteisekretär.
1963 bis 1964 unterstützte er gemeinsam mit seinem Bruder Coco Peredo, Rodolfo Saldaña und Jorge Vázquez Viaña Jorge Ricardo Masetti, der in der Provinz Salta mit einem Ejército Guerrillero del Pueblo den Aufstand übte: ebenso unterstützte die Gruppe ein Ejército de Liberación Nacional de Perú.
Im März 1966 teilte ihm José María Martínez Tamayo mit, er möge die von Régis Debray noch nicht zu Papier gebrachte Fokustheorie in die Praxis umsetzen. Im Mai 1966 berichtete er auf einem Regionalkongress der kommunistischen Partei, ein bewaffneter Kampf sei erforderlich.
Dort wurde beschlossen, 20 Männer zur militärischen Ausbildung nach Kuba zu senden.
Mit der zweiten Gruppe wurde Peredo in der asymmetrischen Kriegsführung auf Kuba unterwiesen und kehrte am  12. November 1966 in das von Mario Monje 1966 gepachtete Zeltlager am Río Ñancahuazú zurück. Zum Jahreswechsel 1966 auf 1967 lief der Pachtvertrag für das Grundstück am Río Ñancahuazú aus. Am 26. September 1967 ereilte seinen Bruder Coco Peredo an der Quebrada de Batán der Tod. Am 8. Oktober 1967 wurde Ernesto Che Guevara an der Quebrada del Yuro gefangen genommen, verhört und erschossen. Mit Inti Peredo gelang es Harry Villegas (Kampfname: Pombo), Dariel Alarcón (Benigno), Leonardo Tamayo (Urbano) und David Adriazola (Darío), aus dem Gebiet der Quebrada del Yuro über Sabaya nach Chile zu entkommen.
1969 kehrte er nach La Paz zurück und rief zum Aufstand auf. Nach einem weiteren Aufruf am 4. September 1969 wurde sein Aufenthaltsort der Polizei denunziert, und eine Handgranate wurde in seine Unterkunft geworfen, welche ihn an den Beinen verletzte; er wurde gefangen genommen, von Roberto „Toto“ Quintanilla Pereira (1928–1971) zwei Stunden lang mit einem Gewehrkolben geschlagen und vom Pathologen Hebert Miranda Pereira mit einer Injektion getötet.

## Veröffentlichungen
- Mi Campaña con el “Che”, 1971